# Bistum Novara
Das Bistum Novara (lat.: Dioecesis Novariensis, ital.: Diocesi di Novara) ist eine im italienischen Piemont gelegene römisch-katholische Suffragandiözese des Erzbistums Vercelli. Das Bistum Novara ist das flächenmäßig größte Bistum Piemonts. Es hat seinen Sitz in Novara. Kathedrale ist die Cattedrale di Santa Maria Assunta.

## Geschichte
| Hier fehlt eine Grafik, die im Moment aus technischen Gründen nicht angezeigt werden kann. Wir arbeiten daran!Entwicklung der Mitgliederzahlen |

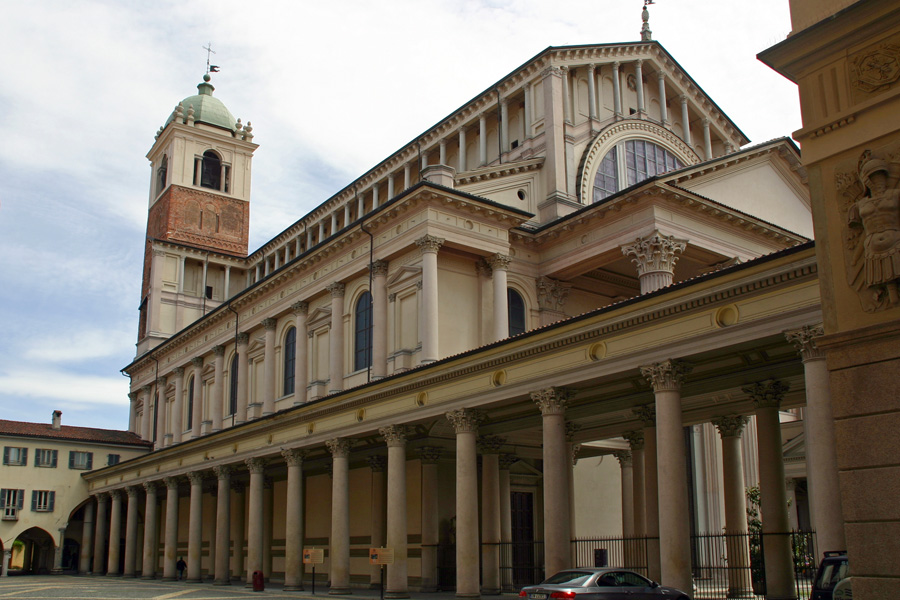
Kathedrale Santa Maria Assunta in Novara

Das Bistum Novara wurde im Jahre 398 durch Papst Siricius errichtet und dem Erzbistum Mailand als Suffraganbistum unterstellt. Am 14. März 1530 gab das Bistum Novara Teile seines Territoriums zur Gründung des Bistums Vigevano ab.
Das Bistum Novara wurde am 17. Juli 1817 dem Erzbistum Vercelli als Suffraganbistum unterstellt.
2007 wurden im Bistum Novara infolge des Motu Proprios Summorum Pontificum drei Pfarreien für die Außerordentliche Form des Römischen Ritus errichtet.